# Asklepiades z Prusy
Asklepiades z Prusy, Asklepiades z Bitynii (ur. około 124 p.n.e. lub 129 p.n.e., zm. w 40 p.n.e.) - rzymski lekarz i filozof greckiego pochodzenia. Twórca szkoły metodyków. Zwolennik atomizmu Epikurejskiego i mechanicznego objaśniania czynności organizmu, zalecał wino jako uniwersalny środek leczniczy. Przypisywane jest mu również wynalezienie tracheotomii.